# Dixson (Musiker)
Dixson (* 30. Juli 1993 in Atlanta, Georgia; eigentlich: Darius Scott) ist ein US-amerikanischer Sänger, Songwriter und Musikproduzent.

## Leben
Sein Vater ist ein baptistischer Priester. Bereits als Kind machte er Musik und lernte mehrere Instrumente. 2014 veröffentlichte er mit Masterpiece  ein selbstproduziertes Gospelalbum. Er studierte in Frankreich und arbeitete in New York City als Grafikdesigner.  2015 trat er in der 9. Staffel von The Voice USA auf. Der damals 23-jährige schloss sich dem Team von Pharrell Williams an. Er kam in die Show, musste jedoch in der ersten Woche („Playoffs“) verlassen.
2018 nahm er das R&B-Album Young unter seinem Pseudonym Dixson auf, es erschien als Eigenproduktion. 2020 erschien die Single Big Brave Man, die er am Vatertag veröffentlichte und seinem Vater widmete. Schließlich wurde er von Roc Nation unter Vertrag genommen. Dort folgte 2021 seine EP Darling und 2022 sein Album 004Daisy.
Neben seiner eigenen Musikkarriere arbeitet er als Songwriter für Künstler wie Chance the Rapper, Vic Mensa, Nicki Minaj und Randy Newman. Sein größter Erfolg war der Song Be Alive den er mit und für Beyoncé schrieb. Der Song ist Teil des Soundtracks zu King Richard. Für das Songwriting erhielt er mehrere Nominierungen für Filmpreise. So wurde Be Alive bei der Oscarverleihung 2022 als Bester Song nominiert, verlor aber gegen No Time to Die (Billie Eilish/Finneas O’Connell).
Dixson war außerdem als bester Newcomer bei den Soul Train Music Awards nominiert.

## Diskografie

### Alben
- 2014: Masterpiece (Eigenproduktion, als Darius Scott)
- 2018: Young (Eigenproduktion)
- 2022: 004Daisy (Roc Nation)

### EPs
- 2021: Darling (Roc Nation)

### Singles
- 2011: Yeah, Way!
- 2016: Anchors (mit Luke Witherspoon)
- 2017: Summertime.fin
- 2018: Fall Through
- 2020: Big Brave Man
- 2020: Aura (Freestyle)
- 2021: Kream
- 2022: Cherry Sorbet (feat. Sevyn Streeter)
- 2022: Barely
- 2022: Day-off
- 2022: Heat (feat. Tinashe)
- 2022: Sweeter (A Colors Show)

### Songwriting
| Titel                                                          | Jahr | Künstler          | Album       |
| -------------------------------------------------------------- | ---- | ----------------- | ----------- |
| All Day Long (featuring John Legend)                           | 2019 | Chance the Rapper | The Big Day |
| Eternal (featuring Smino)                                      | 2019 | Chance the Rapper | The Big Day |
| We Go High                                                     | 2019 | Chance the Rapper | The Big Day |
| The Big Day (featuring Francis and the Lights)                 | 2019 | Chance the Rapper | The Big Day |
| Let's Go on the Run (featuring Knox Fortune)                   | 2019 | Chance the Rapper | The Big Day |
| Ballin Flossin (featuring Shawn Mendes)                        | 2019 | Chance the Rapper | The Big Day |
| 5 Year Plan (featuring Randy Newman)                           | 2019 | Chance the Rapper | The Big Day |
| Sun Come Down                                                  | 2019 | Chance the Rapper | The Big Day |
| Found a Good One (Single No More) (featuring SWV & Pretty Vee) | 2019 | Chance the Rapper | The Big Day |
| MILLIONAIRES                                                   | 2021 | Vic Mensa         | I Tape      |
| Virgo's Groove                                                 | 2022 | Beyoncé           | Renaissance |
| Pure/Honey                                                     | 2022 | Beyoncé           | Renaissance |

### Gastbeiträge
| Title                               | Year | Other performer(s)               | Album                                        |
| ----------------------------------- | ---- | -------------------------------- | -------------------------------------------- |
| Zanies and Fools                    | 2019 | Chance the Rapper, Nicki Minaj   | The Big Day                                  |
| Distance (Background Vocals)        | 2020 | Yebba                            | Dawn                                         |
| Be Alive                            | 2021 | Beyoncé                          | King Richard – Music from the Motion Picture |
| INTRODUCTION                        | 2021 | Vic Mensa                        | I Tape                                       |
| Holy (Acoustic) (Background Vocals) | 2021 | Justin Bieber, Chance the Rapper | Single                                       |
| D'usse Tears                        | 2022 | Vic Mensa, Malik Yusef           | Vino Valentino                               |

## Preise und Nominierungen
| Jahr | Verleihung                           | Award                                                          | Resultat  | Ref    |
| ---- | ------------------------------------ | -------------------------------------------------------------- | --------- | ------ |
| 2021 | Hollywood Music in Media Awards      | Best Original Song in a Feature Film (Be Alive)                | Nominiert | [ 5 ]  |
| 2022 | Oscarverleihung                      | Best Original Song (Be Alive)                                  | Nominiert | [ 6 ]  |
| 2022 | Black Reel Awards                    | Outstanding Original Song (Be Alive)                           | Nominiert | [ 7 ]  |
| 2022 | Critics' Choice Awards               | Best Song (Be Alive)                                           | Nominiert | [ 8 ]  |
| 2022 | Golden Globe Awards                  | Best Original Song (Be Alive)                                  | Nominiert | [ 9 ]  |
| 2022 | Hollywood Critics Association Awards | Best Original Song (Be Alive)                                  | Gewonnen  | [ 10 ] |
| 2022 | Satellite Awards                     | Best Original Song (Be Alive)                                  | Nominiert | [ 11 ] |
| 2022 | Soul Train Music Awards              | Soul Train Music Award for Best New Artist                     | Nominiert | [ 12 ] |
| 2023 | 65th Annual Grammy Awards            | Grammy Award for Best Song Written for Visual Media (Be Alive) | Nominiert | [ 13 ] |
| 2023 | 65th Annual Grammy Awards            | Grammy Award for Album of the Year (Renaissance)               | Nominiert | [ 13 ] |